# Майкъл Кеймън
Майкъл Арнолд Кеймън (на английски: Michael Arnold Kamen) е американски композитор (особено на филмова музика), оркестрален аранжор, диригент и текстописец.

## Филмова музика
Сред филмите с негова музика са: „Пинк Флойд Стената“, „Мъртвата зона“, „Бразилия“, „Шотландски боец“, „Смъртоносно оръжие“, „Умирай трудно“, „Приключенията на Барон Мюнхаузен“, „Упълномощен да убива“, „Смъртоносно оръжие 2“, „Умирай трудно 2“, „Хъдсън Хоук“, „Робин Худ: Принцът на разбойниците“, „Последният бойскаут“, „Смъртоносно оръжие 3“, „Наследниците“, „Последният екшън герой“, „Тримата мускетари“, „Новият Дон Жуан“, „Умирай трудно 3“, „101 далматинци“, „Джак“, „Смъртоносно оръжие 4“, „Железният гигант“, „Х-Мен“, „На ринга“, „Дъщерята на президента“.

## Личен живот
Кеймън умира на 18 ноември 2003 г. от сърдечен удар в дома си Лондон. Оставя след себе си съпруга, Сандра Кийнан-Кеймън, и две дъщери, Саша и Зоуи.